# Bernard Cribbins
Bernard Cribbins, né le 29 décembre 1928 à Oldham (Royaume-Uni) et mort le  27 juillet 2022 à Weybridge dans le Surrey, est un acteur et chanteur britannique qui a joué dans de nombreux films des années 1960 puis apparaît dans des séries télévisées.
Il est fait Officier de l'ordre de l'Empire britannique à l'occasion de la Queen's Birthday honours list le 11 juin 2011, pour services rendus à l'art dramatique.

## Carrière
Né à Derker dans la ville d'Oldham (Lancashire, aujourd'hui Grand Manchester), Bernard Cribbins fait son apprentissage dans un théâtre de la ville, faisant une pause pendant ses années d'étude pour entreprendre son service militaire avec le Parachute Regiment.
Il a tenu le rôle de Wilfred Mott lors de la quatrième saison et plus récemment dans les épisodes spéciaux du 60ème anniversaire de Doctor Who.
Deux de ses chansons, faits en 1962, sont bien connus : Hole In The Ground et Right Said Fred.
Il est également connu en France pour son rôle de l'agent de police 202 dans la comédie Allez France ! de Robert Dhéry.

## Filmographie

### Télévision
- 1966-1968 : Chapeau melon et bottes de cuir
- 1966–1995 : Jackanory
- 1971-1976 : Get the Drift
- 1973 : The Wombles : voix
- 1973 : The Great Big Groovy Horse
- 1975 : L'Hôtel en folie
- 1976 : Simon in the Land of Chalk Drawings : narrateur
- 1976-1978 : Star Turn
- 1976 : Cosmos 1999
- 1979 : Worzel Gummidge
- 1981 : Shillingbury Tales
- 1982 : The Good Old Day
- 1983 : Cuffy
- 1983 : Moschops
- 1986 : Langley Bottom
- 1987 : When We Are Married
- 1987 : High and Dry
- 1993 : A Passion For Angling
- 1999 : Inspecteurs associés
- 2000 : The Canterbury Tales
- 2003 : Last of the Summer Wine
- 2003 : Coronation Street : Wally Bannister
- 2005 : Down to Earth
- 2007-2010 et 2023 : Doctor Who : Wilfred Mott[2]
- 2009 : Never Mind the Buzzcocks
- 2013 : Inspecteur Barnaby : Duggie Wingate

### Cinéma
- 1957 : Commando sur le Yang-Tsé (Yangtse Incident : The Story of HMS Amethyst) de Michael Anderson
- 1959 : Tommy the Toreador
- 1960 : Le Paradis des monte-en-l'air (Two-Way Stretch)
- 1960 : Le Monde de Suzie Wong (The World of Suzie Wong)
- 1960 : Visa pour Canton (Passport to China)
- 1961 : Le Meilleur Ennemi (The Best of Enemies)
- 1962 : The Girl on the Boat de Henry Kaplan : Peters
- 1962 : Jules de Londres (The Wrong Arm of the Law)
- 1962 : La Souris sur la Lune
- 1963 : Crooks in Cloisters
- 1963 : Carry On Jack
- 1964 : Carry On Spying
- 1964 : A Home of Your Own
- 1964 : Allez France !
- 1965 : La Déesse de feu
- 1966 : Les Daleks envahissent la Terre
- 1966 : The Sandwich Man de Robert Hartford-Davis
- 1967 : Casino Royale
- 1968 : Te casse pas la tête, Jerry (Don't Raise the Bridge, Lower the River)
- 1970 : Les Enfants du rail (The Railway Children)
- 1972 : Frenzy
- 1978 : Les Enfants de la rivière (The Water Babies) de Lionel Jeffries
- 1978 :  Les Folles Aventures de Picasso (Picassos äventyr) de Tage Danielsson
- 1981 : Dangerous Davies - The Last Detective
- 1992 : Carry On Columbus
- 2003 : Blackball
- 2018 : Patrick

## Discographie

### Singles (Royaume-Uni)
- 1962 : Hole In The Ground
- 1962 : Right Said Fred, ayant inspiré le nom du groupe Right Said Fred
- 1962 : Gossip Calypso

### Albums
- 1962 : A Combination Of Cribbins
- 1983 : The Snowman
- 2005 : The Very Best of Bernard Cribbins